# Operación 90

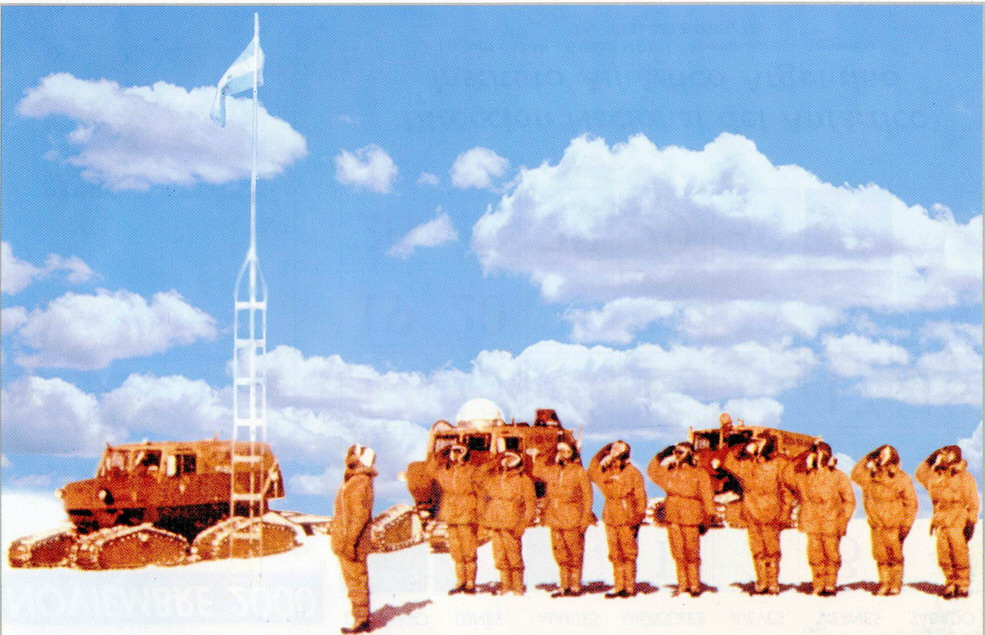
Saludo a la Bandera

La Operación 90 fue la primera expedición terrestre hecha por la Argentina al polo sur, realizada en 1965 por 10 soldados del Ejército Argentino bajo el mando del coronel de caballería Jorge Edgar Leal. La operación fue llamada así por los 90 grados sur de latitud que tiene el polo sur. La operación tenía como objetivo la afirmación de la capacidad argentina de alcanzar todos los rincones de lo que considera su territorio soberano, buscando afirmar así los derechos de la soberanía territorial esgrimidos por el país en la Antártida Argentina. Durante la marcha se hicieron observaciones científicas y técnicas, tales como geológicas, gravimétricas y meteorológicas. 

## Preparación de la expedición

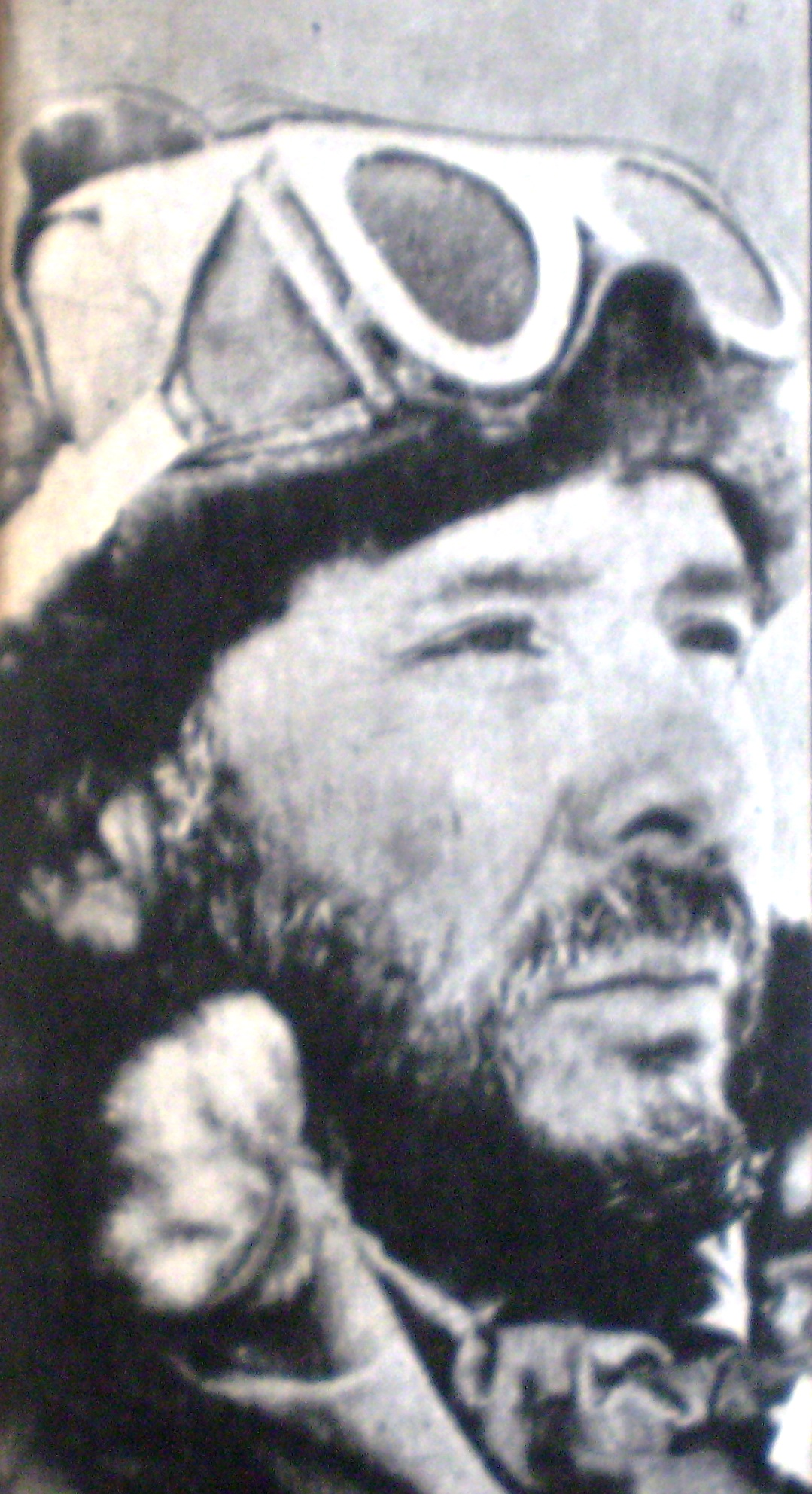
Coronel Jorge Edgar Leal

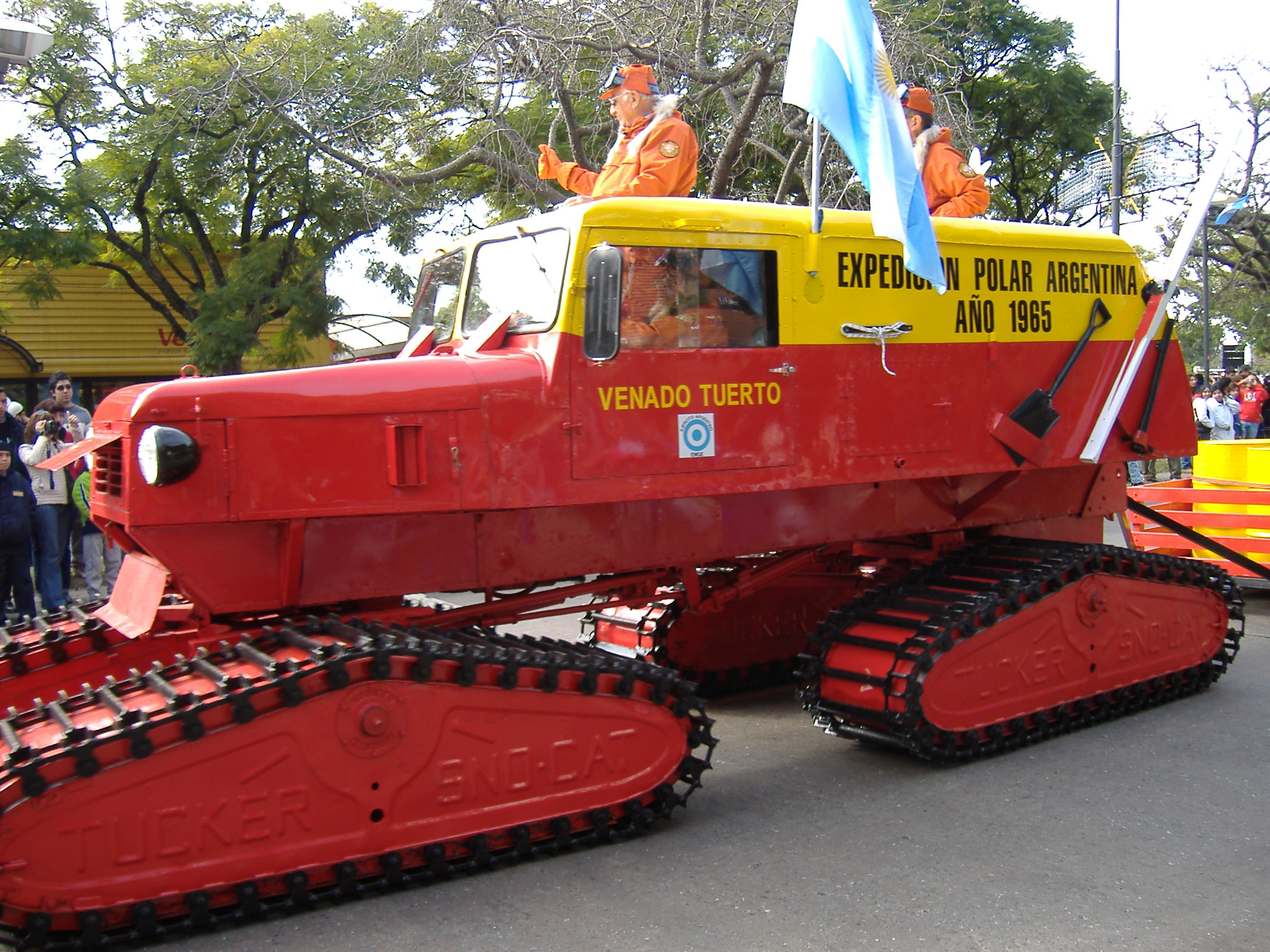
Tractor Tucker Sno Cat (snowcat) utilizado en la Operación 90 expuesto en Rosario en 2006.

Desde fines de noviembre de 1963 el personal destacado en la Base Belgrano I sobre la barrera de hielos Filchner inició tareas de relevamiento para buscar vías de acceso hacia el polo y buscar un lugar en donde instalar una base de apoyo con víveres y combustibles hacia los 83° de latitud Sur. Como antecedente inmediato de los intentos argentinos de alcanzar el polo sur, el 3 de noviembre de 1964 un bimotor Douglas C-47 y dos monomotores Beaver de la Fuerza Aérea Argentina lo alcanzaron, continuando el Douglas C-47 los días 11 y 12 de noviembre hasta la base estadounidense McMurdo, siendo el primer vuelo transpolar desde América, y el 25 de noviembre regresó a Matienzo con los dos Beaver que estaban en el polo sur.

## Desarrollo
En marzo de 1965 partió desde la Base Belgrano una patrulla liderada por el capitán Gustavo Adolfo Giró para jalonar la ruta y construir la Base Alférez de Navío Sobral, inaugurada el 2 de abril de 1965 a 81°04′05″S 40°36′01″O / -81.06806, -40.60028 y a 420 km de Belgrano, quedando cuatro hombres en ella. Transportaron 50 toneladas de cargas. Los aviones Beaver quedaron en la Antártida realizando diversas misiones, entre ellas el traslado de personal y materiales a la Base Sobral.
La Patrulla de Asalto al Polo Sur partió de Belgrano el 26 de octubre de 1965 en seis vehículos snowcat con trineos de arrastre, precedida dos días antes por una patrulla de cuatro hombres con trineo tirados por 18 perros que jalonaron la ruta con lanzas de caballería hasta los 83,2° Sur (denominada Patrulla 82). Su objetivo era explorar y marcar una ruta segura para los vehículos snowcat, evitando que cayeran en grietas de la barrera de hielos traspasando lo que denominaban la Gran Grieta. Luego de reunirse ambas patrullas, el 4 de noviembre alcanzaron la Base Sobral, en donde intercambiaron un expedicionario que tenía una herida por uno de la base. En Sobral se hicieron tareas de mantenimiento mecánico de los snowcat.
Al ascender la meseta Antártica debieron soportar temporales con temperaturas que bajaban hasta los 30° o 40 °C bajo cero, escribiendo Leal en su diario:

... estamos detenidos perdiendo precioso tiempo, consumiendo víveres y combustible que tenemos tan medidos.

La Patrulla 82 se separó del Grupo de Asalto el 18 de noviembre y tenía la misión adicional de dirigirse a cartografiar montañas que nunca habían sido visitadas por los humanos, el cordón Santa Fe, extrayendo muestras de roca. Al retornar debían continuar marcando el camino para facilitar el regreso al Grupo de Asalto.
La rotura de dos trineos obligó a dejar un snowcat, que quedó como depósito de combustible para el regreso. La rotura de otro trineo hizo que debieran establecer un campamento a 1.900 m s. n. m., que denominaron Desolación, logrando su reparación luego de dos días de trabajo. Debido a que en esas regiones las brújulas no son confiables, la orientación fue hecha observando el sol, que no se pone en el verano austral, auxiliándose por los horarios que escuchaban por radios de onda corta.
Luego de 45 días de marcha, realizando el último tramo sin dormir durante 28 horas, a las 10 de la mañana del 10 de diciembre de 1965 los expedicionarios arribaron al polo sur donde plantaron la bandera de la Argentina. Luego de media hora se presentó el operador de radar de la Base Amundsen-Scott de los Estados Unidos, ubicada a 3.000 m s. n. m. en el polo sur, que los había detectado en el radar. Como la expedición fue realizada en secreto y los expedicionarios tenían ropa de color naranja casi rojo, el operador les preguntó quienes eran y qué hacían allí, pensando que podían ser de la Unión Soviética. El operador despertó al jefe de la base, quien los invitó a pasar, a ducharse y los agasajó con una comida. 

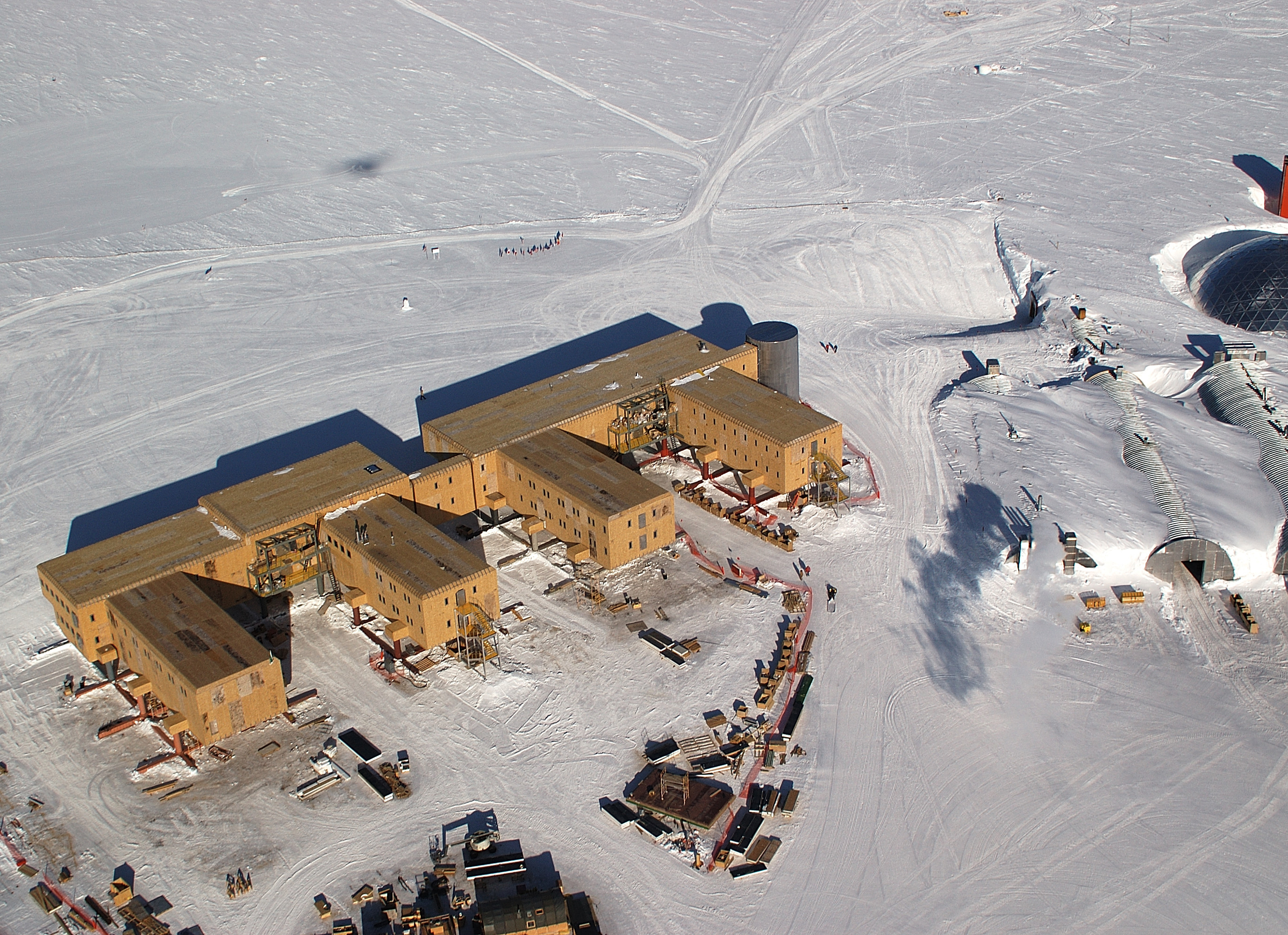
Base Amundsen-Scott. El polo sur ceremonial y sus banderas pueden verse al fondo, un poco a la izquierda del centro, junto a las roderas tras las edificaciones. El polo geográfico real está algunos metros más a la izquierda.

Regresaron a la Base Belgrano, tras recorrer 2.980 km, llegando el 31 de diciembre.

## Los expedicionarios
En el informe de Leal a sus superiores explicó:

Ese último rincón del mundo en donde nos tocó actuar, es en general una blanca y dilatada llanura que se va escalonando en inmensas plataformas de barreras de hielo y nieve, quebradas de tanto en tanto por cordones montañosos y sembradas de traicioneras, torvas peligrosas grietas capaces de tragarse a una columna expedicionaria completa.
 Ese escenario actúa sobre el cuerpo y el alma y hace que el hombre en patrulla –al tener que desarrollar largas y extenuantes jornadas de marcha, con un deficiente descanso y una alimentación que en la Antártida y en Patrullas siempre es incompleta y viéndose obligado a vivir en un estado de permanente sobresalto o inquietud –llegue a un advertible deterioro psicofísico. Los hombres sometidos a la agresión climática y al permanente riesgo van llegando a su limite emocional y físico, y los efectos de la tensión se conocen, entre otras manifestaciones, por una acusada disminución de peso y un inocultable debilitamiento.

Los expedicionarios que alcanzaron el polo sur fueron:

Coronel	Jorge Edgar Leal (jefe del Grupo de Asalto);

Capitán Gustavo Adolfo Giró (segundo jefe / jefe de tareas científicas);

Suboficial principal Ricardo Bautista Ceppi (mecánico);

Sargento ayudante Julio César Ortíz (mecánico);

Sargento ayudante Alfredo Florencio Pérez (mecánico);

Sargento primero Jorge Raúl Rodríguez (mecánico);

Sargento primero Roberto Humberto Carrión (topógrafo);

Sargento primero Adolfo Oscar Moreno (topógrafo);

Sargento primero Domingo Zacarías (comunicaciones);

Cabo Oscar Ramón Alfonso (patrullero).
Pérez se incorporó en Sobral elegido por votación en reemplazo del sargento primero Carlos Guido Bulacio.
La Patrulla 82 estaba integrada por:

Teniente Adolfo Eugenio Goetz (jefe de Patrulla 82);

Sargento primero Ramón Villar;

Cabo primero Marcelo Enoc Álvarez;

Cabo primero Leonardo Isabel Guzmán.
Además de Pérez dieron apoyo en Sobral:

Teniente Pedro Ángel Acosta (jefe de Grupo);

Sargento primero Hugo Orlando Britos.